# 2018年土耳其總統大選
作為2018年大選的一部分，土耳其在2018年6月24日舉行了總統選舉和議會選舉，這是在2017年全民公投批准憲法修正案後首次舉行的總統選舉。 
原本選舉計劃於2019年11月舉行，但埃爾多安總統和MHP主席巴赫切利呼籲提前舉行選舉，表示自2017年憲法修正案生效後，"我們不應再等待"。 隨後，在2018年的選舉中，總理職位被廢除，首屆總統制政府上台。
現任總統埃爾多安於2018年4月27日宣布代表人民聯盟參選總統。共和人民黨提名Muharrem İnce作為他們的候選人，他因其激烈的反對立場和對埃爾多安的激烈演講而聞名。 人民民主党則提名了被監禁的前主席塞拉哈丁·德米爾塔斯（Selahattin Demirtaş）。此外，伊伊黨的創始人和領導人梅拉爾·阿克謝納（Meral Akşener）、幸福黨的領導人Temel Karamollaoğlu和愛國黨的領導人多古·佩林切克（Doğu Perinçek）也收集了100,000份簽名，符合提名總統候選人的必要程序。
在競選活動中，主要關注步履蹣跚的經濟，以及货币和债务危机。政府和反對派的評論員都警告稱，在選舉後可能會出現更加嚴重的經濟危機。此外，2018年加沙邊境的抗議活動以及土耳其在阿夫林地區的軍事行動，也成為該選舉中的重要議題，尤其是在美国承认耶路撒冷为以色列首都之後，這些議題備受關注。

## 选举制度

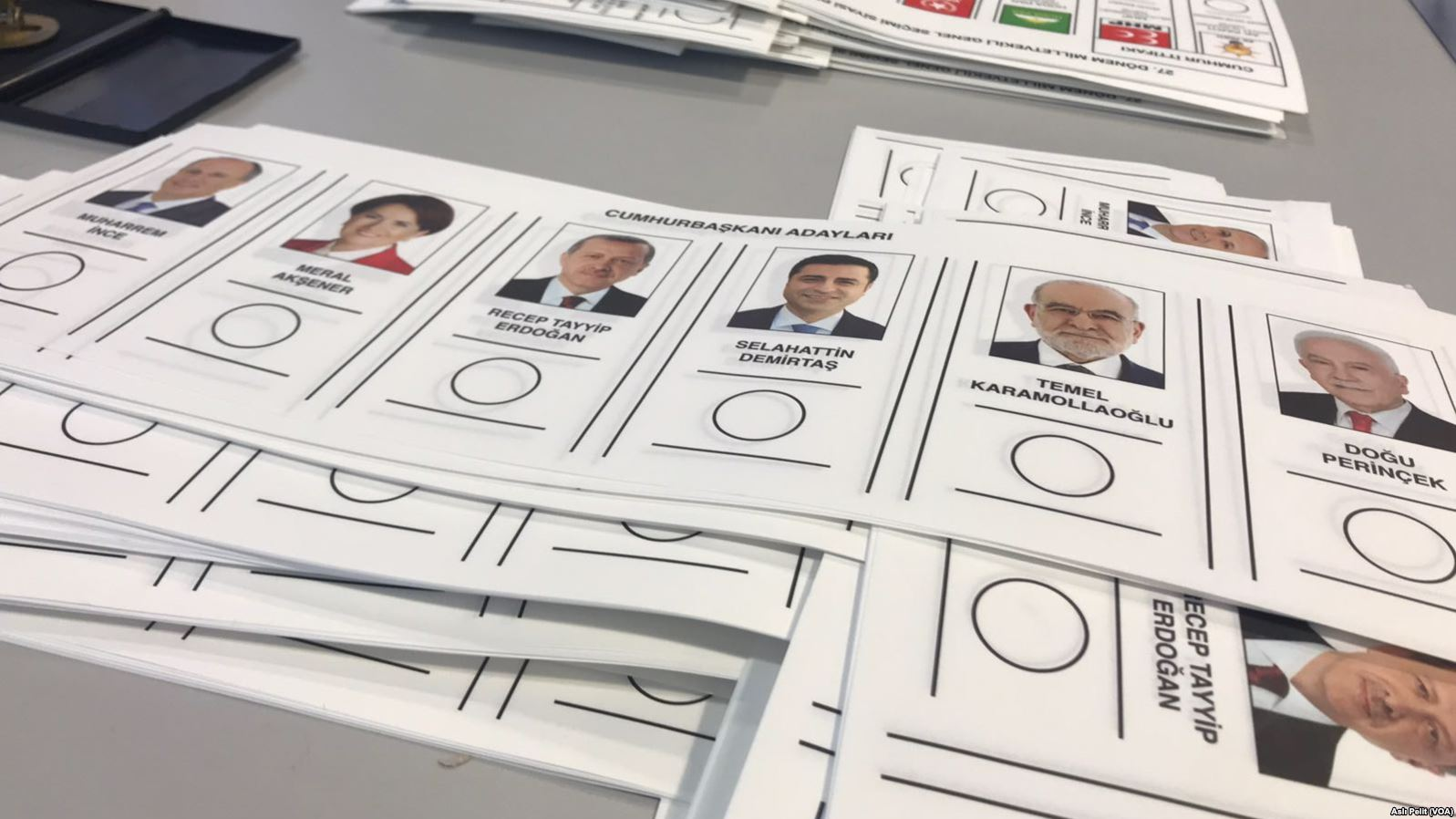
用于 2018 年总统选举的选票

土耳其總統通過兩輪制直接選舉產生，候選人必須獲得至少50%+1的普選票才能當選。如果沒有候選人獲得絕對多數票，則將在第一輪中得票最多的兩名候選人之間進行決選，然後宣布獲勝者當選。土耳其總統的第一次直接選舉於2014年舉行，此前2007年的公民投票廢除了之前由立法機構土耳其國民議會選舉國家元首的製度。土耳其總統有任期限制，最多可連任兩屆，每屆任期為五年。
根據土耳其的法律規定，未來的總統候選人必須年滿40歲，並且必須完成高等教育。任何在上屆議會選舉中贏得5%選票的政黨都有權提出候選人，即使未達到這一門檻的政黨，只要其總得票率超過5%，也可以與其他政黨組成聯盟並共同提出候選人。獨立候選人可以通過從選民那裡收集到100,000份聯署來獲得參選資格。
根據2017年7月發布的一項估計預測，如果每個人的簽名都需要公證人的證明，收集100,000個簽名可能會花費超過15萬土耳其里拉（4200萬美元）。然而，土耳其最高選舉委員會（YSK）宣布，連署將在5月4日至9日之間進行，選民必須在當地選舉委員會的分支機構提交提名。